# Billy Lush
William Paul Lush (New Haven, Connecticut, 30 de novembro de 1981) é um ator norte-americano. É mais conhecido por seu papel de Kevin Donnelly na série de drama da NBC, The Black Donnellys, que foi cancelada pela NBC em abril de 2007.

## Filmografia
| Filmes      | Filmes                                  | Filmes                           | Filmes       |  |
| Ano         | Título                                  | Papel                            | Notas        |  |
| ----------- | --------------------------------------- | -------------------------------- | ------------ |  |
| Norman      | James                                   |                                  |              |  |
| 2009        | Madso's War                             | Tommie Walker                    | Para TV      |  |
| 2009        | 2008                                    | Mercenary                        | Rapaz        |  |
| 2007        | One Night                               | Rapaz irritado                   |              |  |
| 2007        | Reign of the Gargoyles                  | Chick                            | Para TV      |  |
| 2006        | Arc                                     | Bobby Ward                       |              |  |
| 2006        | Beautiful Dreamer                       | Bobby                            |              |  |
| 2004        | A Million Miles to Sunshine             | Mike                             |              |  |
| 2004        | Stateside                               | Nando                            |              |  |
| 2004        | Soleado                                 | Amigo de Bar                     |              |  |
| 2002        | Flights                                 | Albert "Meteor" Playdes          |              |  |
| Televisão   |                                         |                                  |              |  |
| Ano         | Título                                  | Papel                            | Notas        |  |
| 2019        | Você                                    | Raphael Passero                  | 2 temporada  |  |
| 2009        | Trauma                                  | Sam Bailey                       | 1 episódio   |  |
| 2009        | Cold Case                               | Pete Scanell                     | 1 episódio   |  |
| 2008        | Terminator: The Sarah Connor Chronicles | Eric                             | 1 episódio   |  |
| 2008        | CSI: Crime Scene Investigation          | Nathan Levin                     | 1 episódio   |  |
| 2008        | Generation Kill                         | Lance Cpl. Harold James Trombley | 7 episódios  |  |
| 2007        | The Black Donnellys                     | Kevin Donnelly                   | 14 episódios |  |
| 2006        | Huff                                    | Jake Steward                     | 3 episódios  |  |
| 2005 / 2003 | Law & Order: Criminal Intent            | Conroy "Connie" Smith            | 2 episódios  |  |
| 2005        | Six Feet Under                          | Paul Duncan                      | 1 episódio   |  |
| 2005        | ER                                      | Benny                            | 1 episódio   |  |
| 2005        | Without a Trace                         | Randell Bowen                    | 1 episódio   |  |
| 2004        | Clubhouse                               | Dwight                           | 1 episódio   |  |
| 2002        | Law & Order: Special Victims Unit       | Karl Serrit                      | 1 episódio   |  |
| 2002        | Hack                                    | Lucas Atherton                   | 1 episódio   |  |